# 寶詠琴
寶詠琴（英語：Teresa Po Wing-kam，1954年1月24日—2003年4月20日），生于英属香港，劉鑾雄元配，曾为香港第二女首富。

## 生平
寶詠琴祖籍北京，生于香港，家有五兄弟姐妹，其為第四，其餘幾兄姊妹為宝德铭、寶詠華、寶德志和寶詠嫻。寶詠琴曾就讀于瑪利曼中學，后在1973年至1976年間留學于加拿大滑鐵盧大學，就讀社會學。畢業后回港，與前夫劉鑾雄共同創業，創立爱美高集团，以及擔任多項社會公職，如东华三院首位女主席（1987－1988年）、香港社会服务联会执行委员会副主席（1992年）等，個人資產上百億。
2002年初患上腎衰竭後，同年12月曾在珠海換腎。2003年4月20日清晨6時50分，十年内三度癌症缠身的寶詠琴病逝，終年49歲，港安醫院方面遵照死者家人要求，不公布其死因。

## 个人生活
寶詠琴曾在課餘時間在餐廳打工，以此湊足留學費用。並且在加拿大留學期間半工半讀完成學業；同時認識了前夫劉鑾雄，1977年兩人結婚，1992年離婚，有一子劉鳴煒（1980年~）和一女劉秀融（1983年~）。
後來，寶詠琴和電台DJ洪朝豐曾有一段戀情。

## 葬礼
2003年4月30日，宝咏琴葬礼举行。宝咏琴的遗体香港殡仪馆举行大殓仪式後，即运送到歌连臣角火葬场进行火化仪式，灵柩以百合花满满覆盖。
葬礼低调从简，到场致哀人士中卻频现大量顯赫名流：元配刘銮雄及其胞弟刘銮鸿、前男友洪朝丰、前男友萧永丰及萧母、郑海泉、杜黄韦娘、黄英琦、何鸿燊之女何超凤、阮伟文荣文蔚夫妇、郑裕彤、邵逸夫太太方逸华、陈志云等。

## 以其命名的建築物
- 寶詠琴就業資源中心：位於黃大仙黃大仙下邨。[3]
- 寶鍾全英安老院：位於粉嶺華明邨，由寶詠琴出資，以其母親寶鍾全英來命名。[4]